# Mainhattan

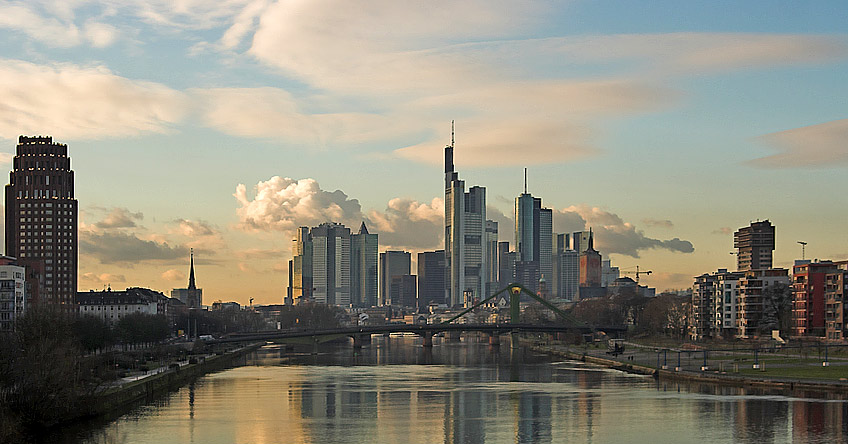
Skyline di Francoforte sul Meno

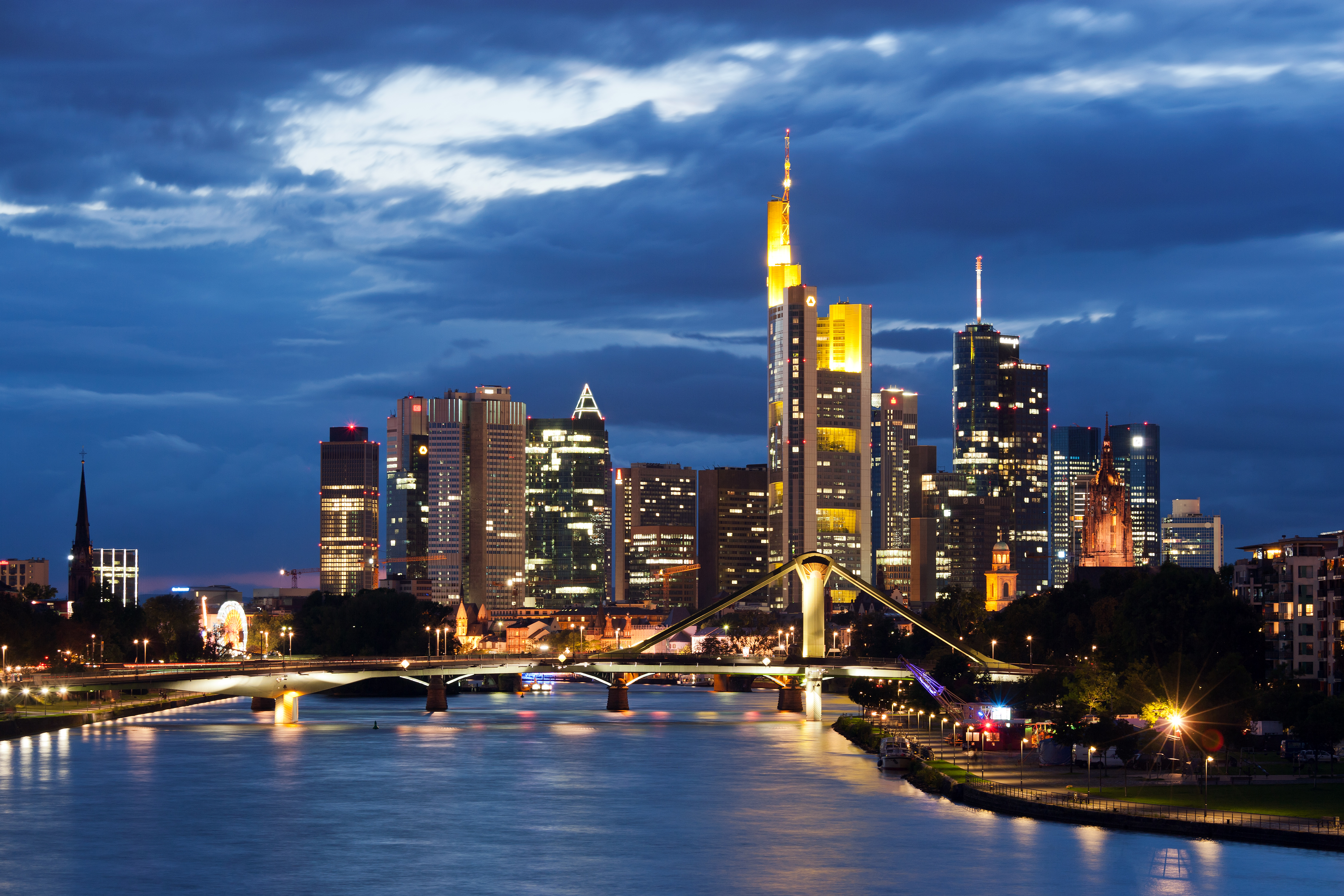
Skyline al tramonto

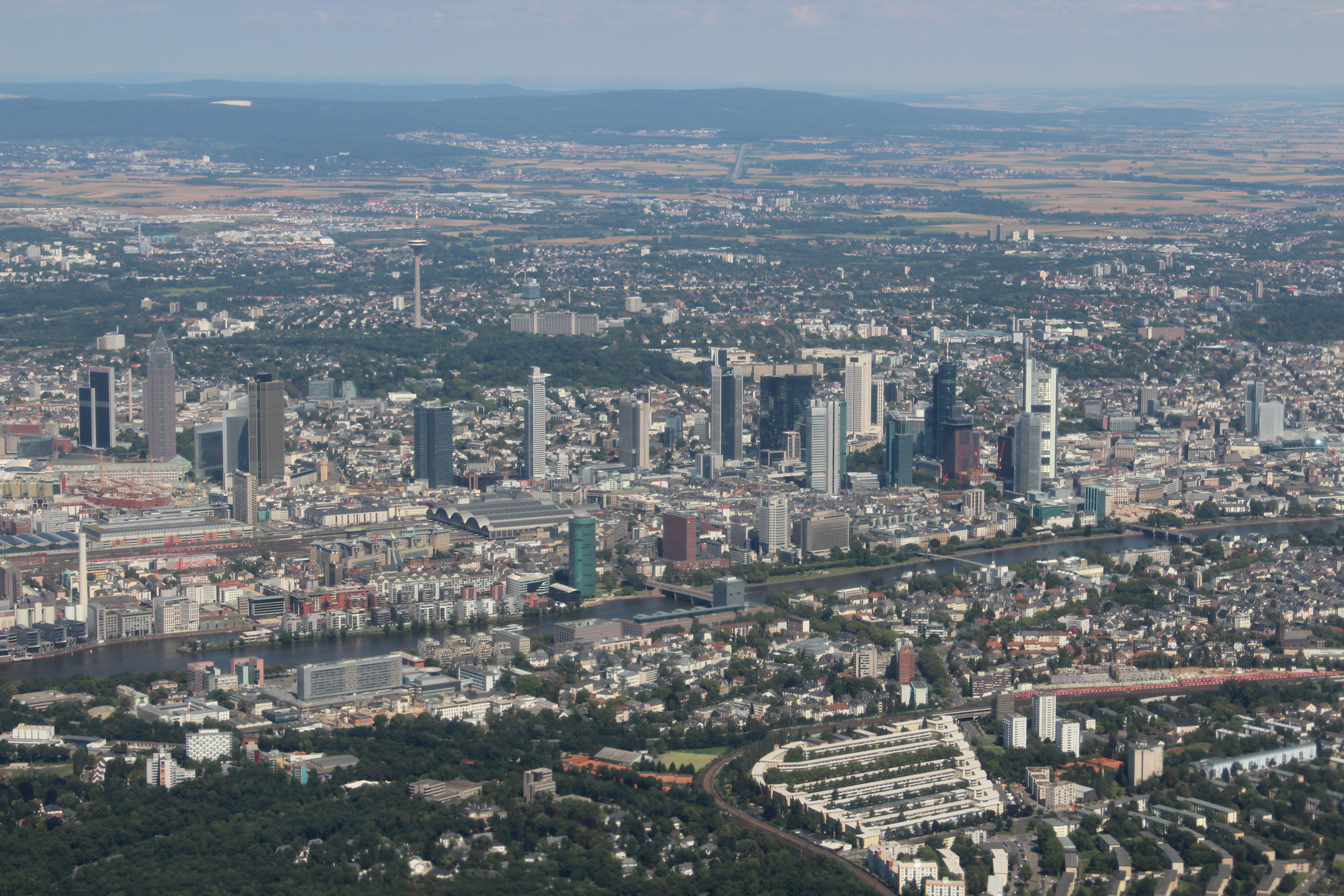
Vista aerea

Mainhattan è il nome del distretto di Francoforte sul Meno che comprende il centro direzionale della città.
"Mainhattan" è una parola macedonia, ricavata da Main (il fiume Meno in tedesco) e il quartiere newyorkese di Manhattan, con riferimento ai suoi grattacieli. Qui si trovano infatti imponenti costruzioni risalenti agli anni 60 del XX secolo, come la sede della Banca centrale europea, per un periodo l'edificio più alto in Europa. In precedenza l'area di Mainhattan era nota solo per la Cattedrale imperiale di San Bartolomeo e la chiesa di San Paolo.